# 福村寿华
福村寿华（日语：／ Fukumura Juka，1996年6月6日—），日本女子花样游泳运动员，2017年世界游泳锦标赛集体技术自选和自由组合铜牌得主、2018年亚洲运动会集体银牌得主。